# Marmora
Marmora ist eine italienische Gemeinde in der Provinz Cuneo (CN) im Piemont.

## Lage und Einwohner
Marmora liegt rund 50 km westlich von der Provinzhauptstadt Cuneo entfernt in einem kleinen Seitental des Valle Maira. Das Gemeindegebiet umfasst eine Fläche von 41,13 km² und hat 58 Einwohner (Stand 31. Dezember 2024). Seit Aufzeichnung der Einwohnerzahlen 1861 erlitt Marmora einen Bevölkerungsrückgang von 95 %. 
Zur Gemeinde zählen die Fraktionen (Frazioni) Arata, Arvaglia, Biamondo, Brieis, Finello, Garino, Ponte Marmora, Reinero, San Sebastiano, Superiore, Sodà, Serre, Tolosano, Torello, Urzio und der Hauptort Vernetti. Einige Weiler und Dörfer sind heute nicht mehr bewohnt.
Die Nachbargemeinden sind Canosio, Castelmagno, Celle di Macra, Demonte, Macra, Prazzo, Sambuco und Stroppo.

## Geschichte
Der Ortsname erscheint in mittelalterlichen Dokumenten als „casale marmoris“ und leitet seinen Ursprung von Marmor -oris ab, was wahrscheinlich auf Marmorsteinbrüche anspielt. Die historischen Ereignisse des Dorfes ähneln denen der anderen Gemeinden im Tal. Ab dem 13. Jahrhundert wurde es von den Markgrafen von Saluzzo regiert, zu deren Besitztümern es bis zur endgültigen Passage nach dem Vertrag von Lyon gehörte 1601 an die Savoyer, die es wiederum als Lehen an die Familie Ferrero aus Biella abtraten. Es war eines der wenigen Zentren im Tal, das nicht vom protestantischen Glauben beeinflusst war.

## Sehenswürdigkeiten
- Die Wallfahrtskirche von Biamondo im gleichnamigen Dorf, in deren Inneren sich ein wunderschönes Fresko mit der Darstellung der „thronenden Madonna mit Kind“ aus dem Jahr 1543 befindet.
- Die Pfarrkirche San Massimo, in der ein großer Teil der ursprünglichen Strukturen noch sichtbar sind. Aus dem 13. Jahrhundert.
- Die Skulpturen der Kapellen mit Kreuzgewölbe und die Fresken aus dem 15. Jahrhundert, die innen und außen zu sehen sind.
- Die Kapelle San Sebastiano, die mitten im Grünen entlang des Saumpfades liegt, der nach Torello führt. Es wurde 1450 erbaut und enthält einen sehr wichtigen Bilderzyklus von Giovanni Baleison, Demonte 1463–1500. Die Hauptthemen sind die Geschichten aus der Kindheit Christi und die Geschichten des Heiligen Sebastian.
- Marmora birgt die bedeutendste Bibliothek des Mairatals, die Biblioteca del Monastero benedettino, die in 1548 m Höhe liegt und damit als höchstgelegene Bibliothek Europas gilt. Der Benediktiner Sergio De Piccoli, von 1978 bis 2014 in Marmora, sammelte 62.000 Werke und vermachte sie 2007 der Gemeinde.[3]

## Bildgalerie

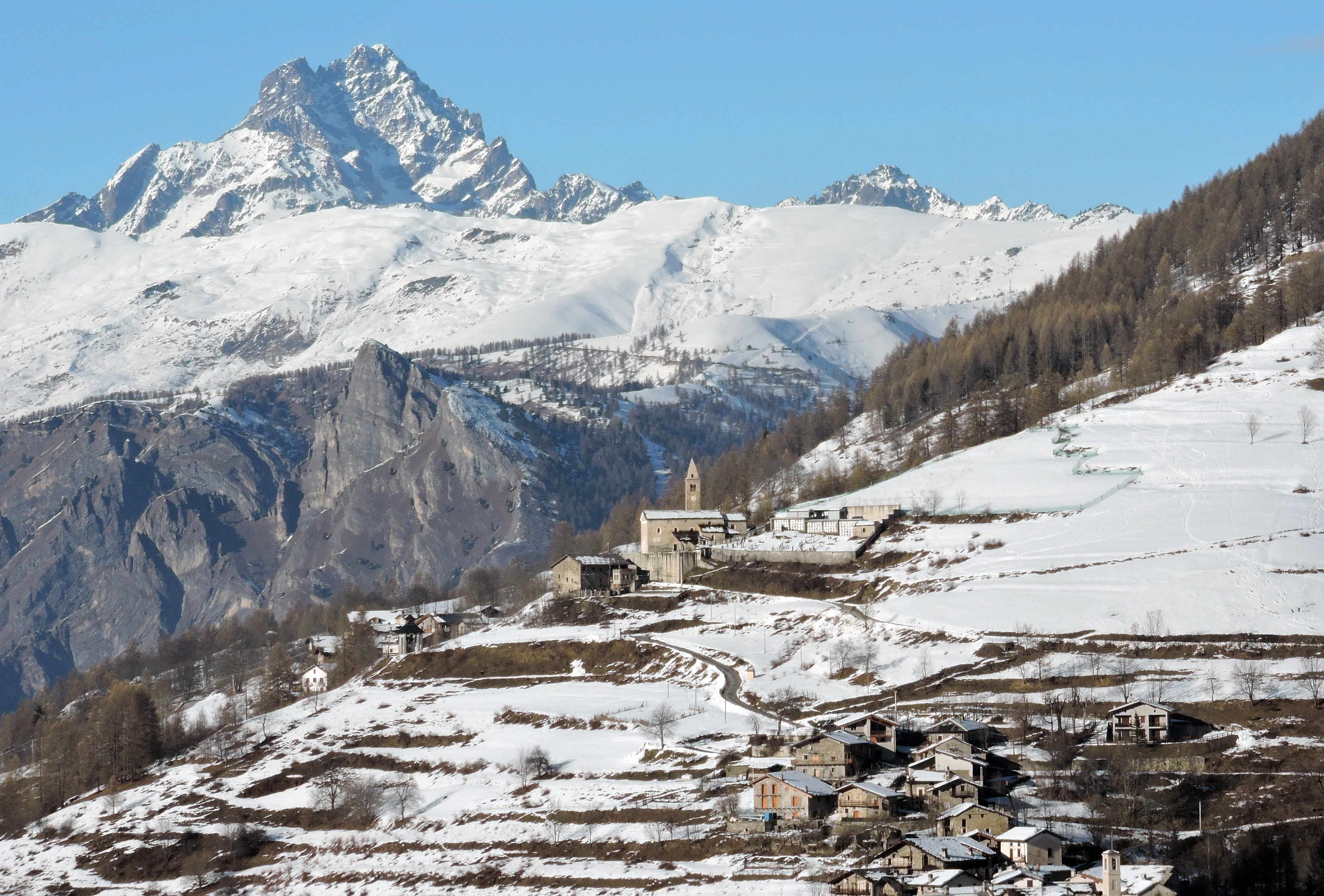
Panorama mit Blick auf den Monte Viso
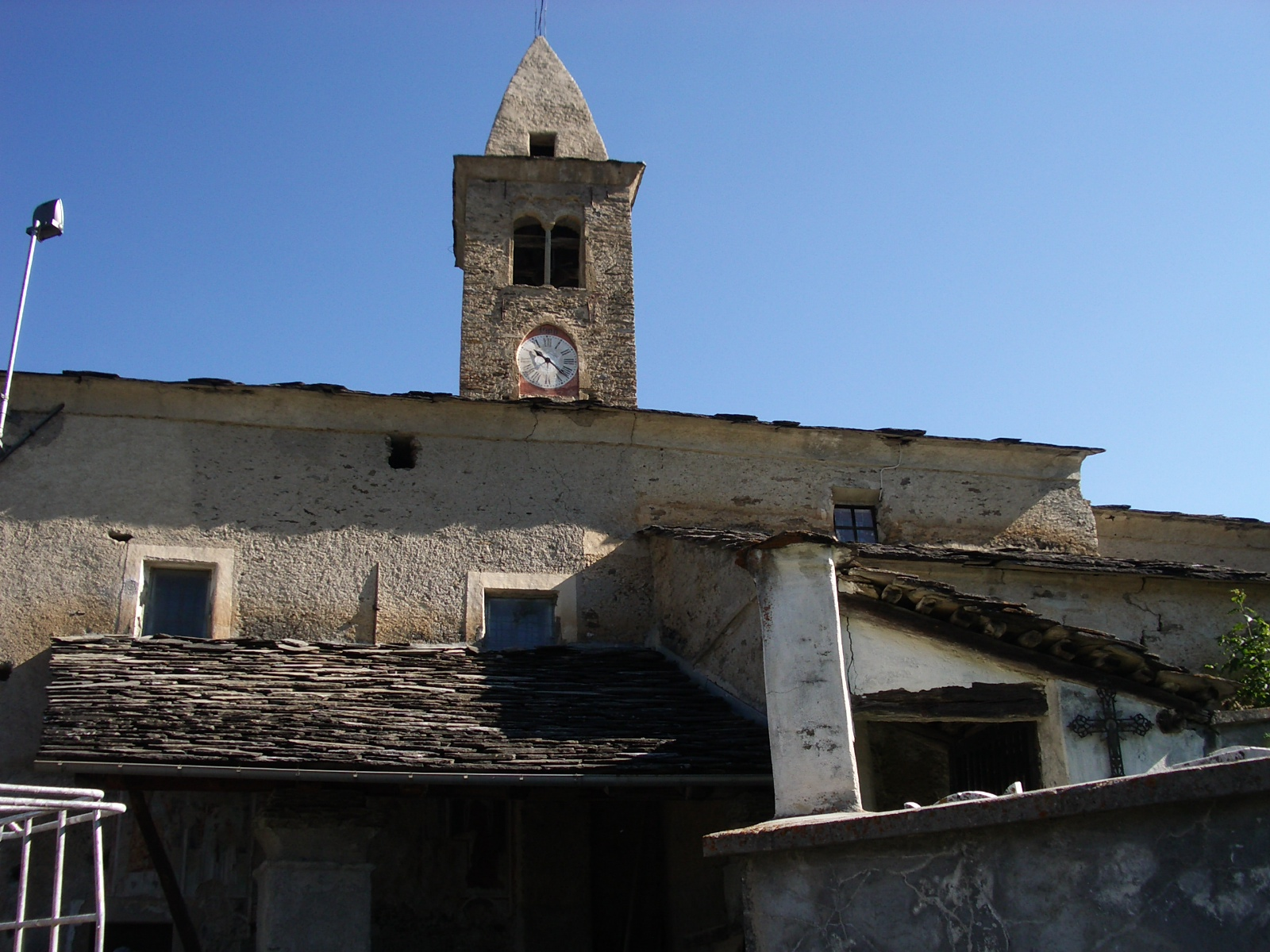
Kirche San Massimo
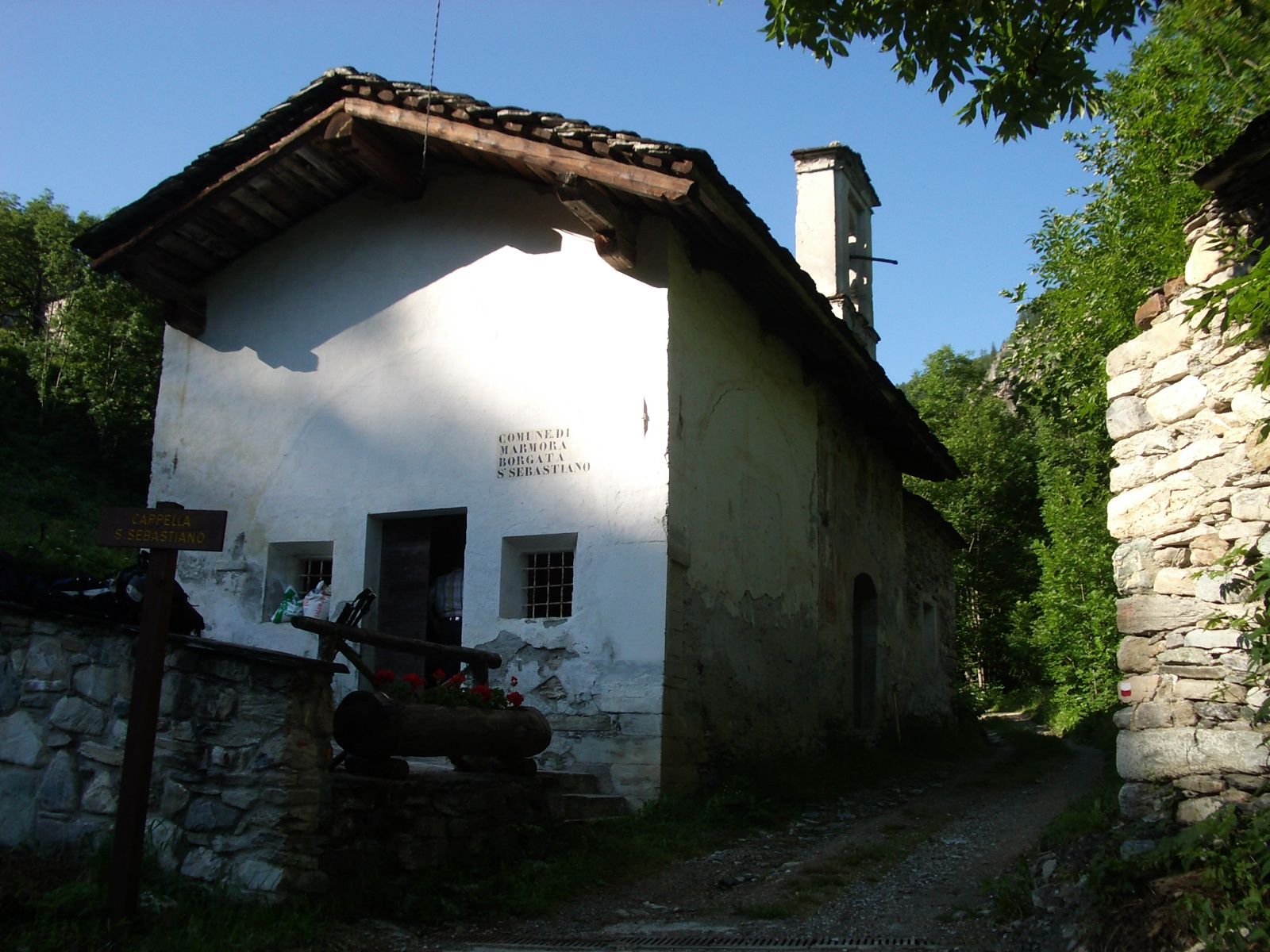
Kapelle San Sebastiano
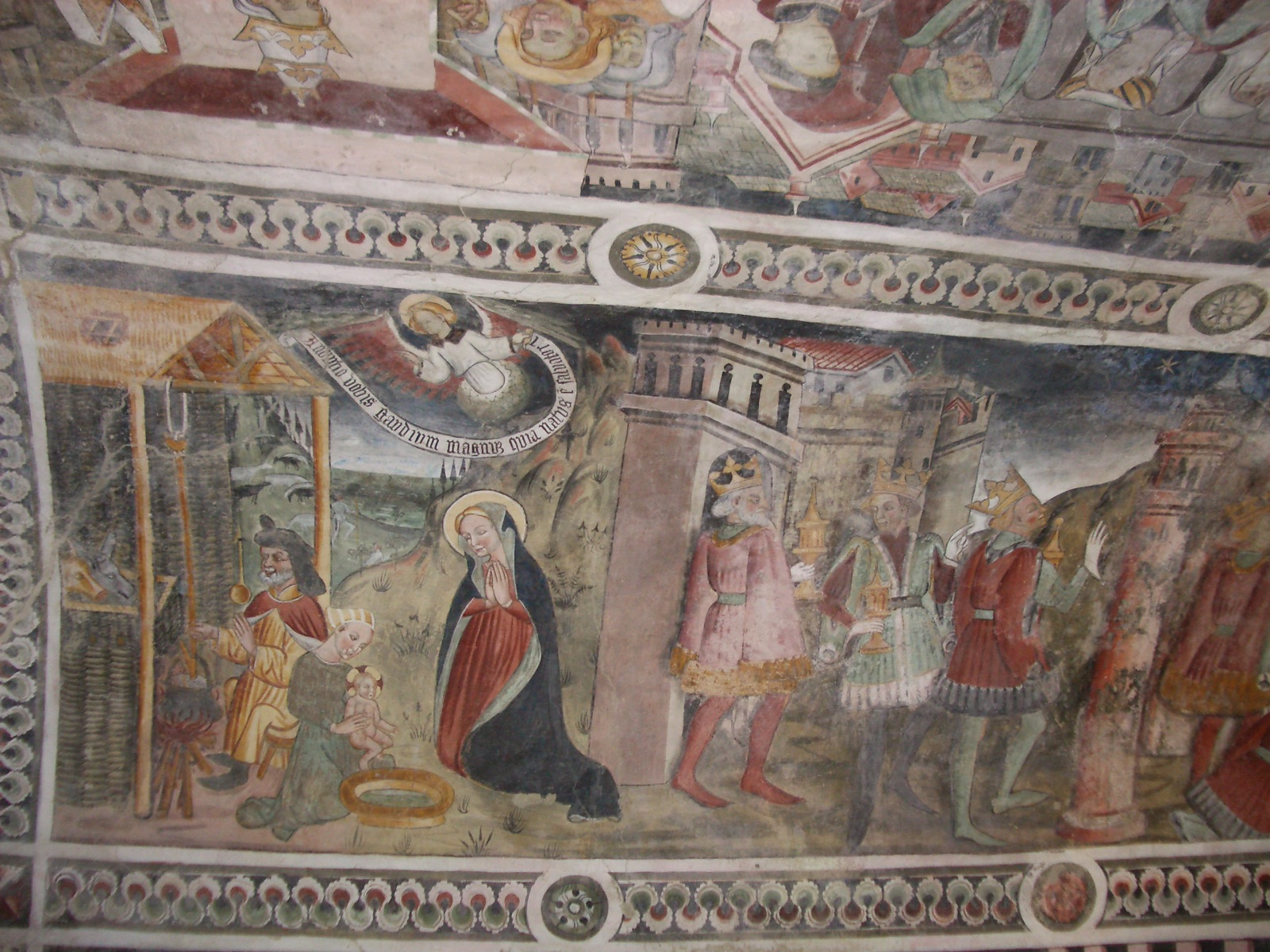
Kapelle San Sebastiano
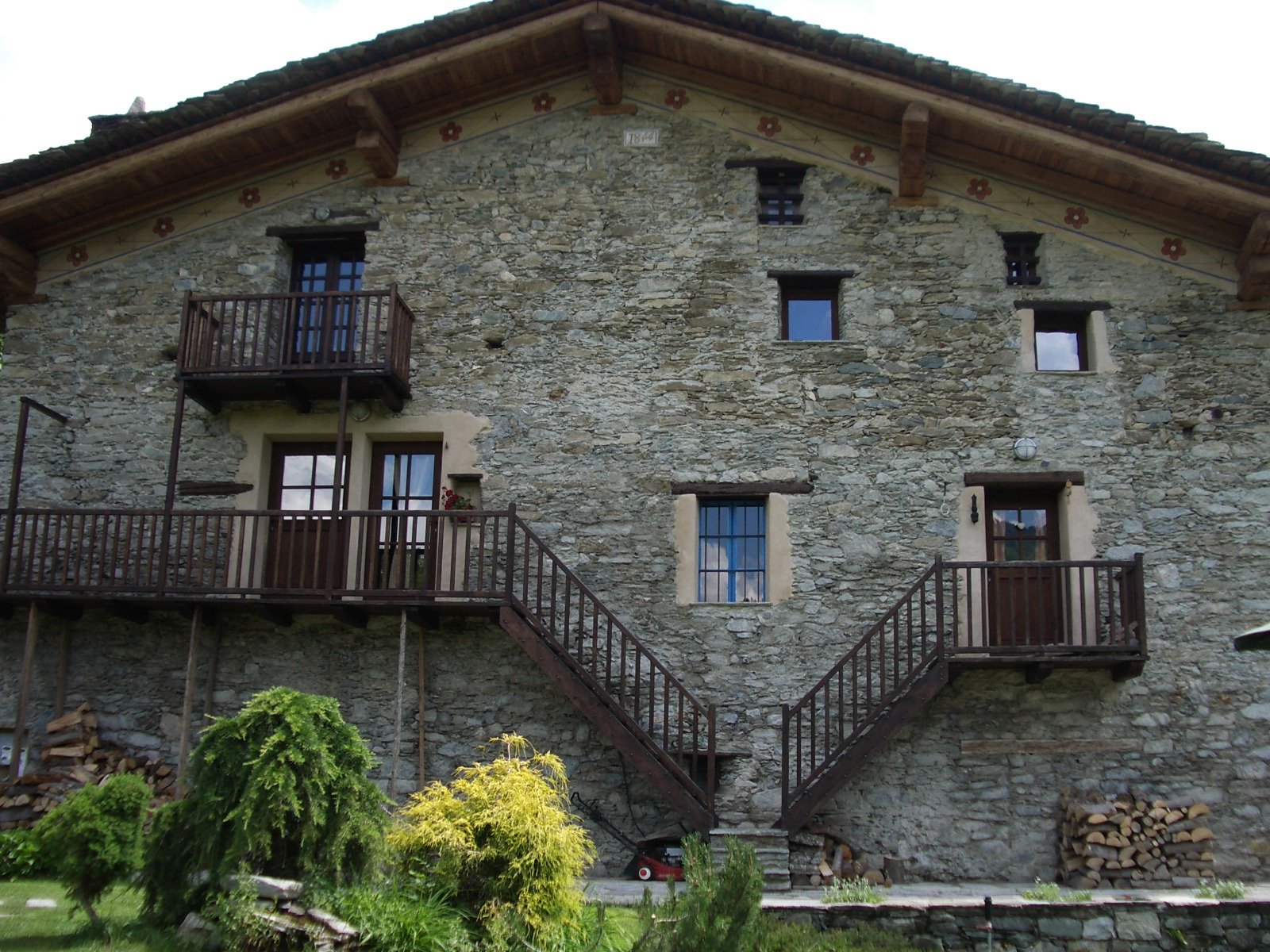
Locanda Occitana Lou Pitavin